# Георг (герцог Баварії)
Георг I Багатий (нім. Georg der Reiche', 15 серпня 1455 — 1 грудня 1503) — герцог Ландсгут-Баварський у 1479—1503 роках.

## Життєпис
Походив з династії Віттельсбахів. Син Людвіга IX, герцога Ландсгут-Баварського, та Амалії (доньки Фрідріха II, курфюрста Саксонського). Народився у 1455 році в Бурггаузені. З 1468 року став залучатися батьком до державних справ. У 1475 році Георг одружився зі старшою донькою Казимира IV, короля Польщі та Великого князя Литовського. Весілля відбулося у Ландсгуті і стало найбільшим святом тогочасної Європи.
У 1475 році, після смерті батька, Георг стає новим герцогом. Продовжив політику попередника щодо зміцнення держави всередині, сприяв піднесенню міст. Водночас намагався встановити зверхність над імперськими містами, які охоплювали землі його герцогства.
У союзі з Альбрехтом IV, герцогом Баварсько-Мюнхенським, з 1486 року Георг I почав просування у Передній Австрії. Того року він купив у Сигізмунда, графа Тіроля, за трохи більше ніж 52 тис. гульденів бургграфство Бургау. У 1487 році разом з Альбрехтом IV заплатив 50 тис. гульденів за право протягом 10 років керувати Тіролем. Але проти цього виступив імператор Фрідріх III, який 1488 року створив для протидії Віттельсбахам Швабський союз. Зрештою у 1489 році Георг  був вимушений поступитися, відмовився від попередніх угод, повернув бургграфство Бургау та сплатив імператору 36 тис. гульденів.
Після цього звернувся до внутрішніх реформ. У 1491 році впровадив новий порядок, що суттєво обмежив імперське лицарство. Останнє намагалося пручатися, проте Георг I продовжував реформи, скасувавши у 1497 році ландрехти (надання певних прав шляхті). Водночас він став союзником нового німецького короля Максиміліана Габсбурга.
У 1496 році після смерті останнього сина Георг заповів герцогство своєї доньці Єлизаветі, хоча це суперечило законам Віттельсбахів. Незважаючи на секретність, про це стало відомо Альбрехтові IV, який звинуватив Георга в порушенні законів. Але Георг стояв на своєму, і протиставив себе не лише родині, але імператору, якому не подобалося, що імперськими землями розпоряджаються без його відома.
У 1503-му Георг помер в Інгольштадті. У зв'язку з тим, що Рупрехт , чоловік Єлизавети — підтримав політику покійного тестя, завдяки якій він би став герцогом Баварії-Ландсхут почалася Війна за ландсгутську спадщину (1503—1504 роки), що розорила Баварію. За її підсумками Рупрехт отримав лише спеціально створене невелике герцогство Пфальц-Нойбург, більша частина герцогства була приєднана до Баварсько-Мюнхенського герцогства, а міста Куфштайн, Кітцбюель і Раттенберг з навколишніми багатими копальнями відійшли імператору.

## Родина
Дружина — Ядвіґа Ягеллонка
Діти:
- Рупрехт (1477)
- Вольфганг (1482)
- Людвіг (1476—1496)
- Єлизавета (1478—1504), дружина Рупрехта, пфальцграфа Пфальц-Нойбурга
- Маргарита (1480—1531)